# Massaker von Guangdong

Guangdong

Das Massaker von Guangdong (chinesisch: 廣東大屠殺 / 广东大屠杀) oder das Massaker an der Kulturrevolution von Guangdong (chinesisch: 廣東文革屠殺 / 广东文革屠杀) war eine Reihe von Massakern, die während der Kulturrevolution in der chinesischen Provinz Guangdong stattfanden. Die meisten Massaker an der Kulturrevolution in Guangdong fanden von Juli bis Oktober 1968 statt und wurden von den provinziellen und lokalen „Revolutionskomitees“ geleitet und organisiert. Das Massaker von Guangdong war zu dieser Zeit eines der schwersten Massaker in China und stand im Zusammenhang mit dem Massaker von Guangxi.
In Guangdong gab es zwei Haupttypen von Massakern: Ein Typ richtete sich gegen Mitglieder der „Fünf schwarze Kategorien“ sowie deren Verwandte, und der andere Typ bezog sich auf politische Verfolgungen. Während der Kulturrevolution gab es in Guangdong 80 Landkreise. Laut den 57 „Grafschafts-Annalen“, die während der „Boluan Fanzheng“-Periode verfügbar wurden, kam es in 28 Landkreisen zu Massakern, wobei sechs Landkreise eine Zahl von über 1000 Todesopfern verzeichneten. Die durchschnittliche Zahl der Todesopfer in allen 28 Ländern betrug 278, und bei den Massakern starben insgesamt mindestens 7784 Menschen. Das Massaker in Yangjiang war mit über 2600 Todesfällen allein im Landkreis Yangchun das schwerste. Darüber hinaus kam es auch in Städten wie Guangzhou zu Massakern.

## Historischer Hintergrund

### Zusammenstöße zwischen zwei Fraktionen
Im Mai 1966 startete Mao Zedong die Kulturrevolution auf dem chinesischen Festland. Anfang 1967 wurden lokale Regierungen und Komitees der Kommunistischen Partei in Guangdong von der „Rebellengruppe (造反派)“ gelähmt, und die Gesellschaft befand sich im Chaos. Am 15. März hielt Mao „militärische Kontrolle“ in Guangdong für notwendig und ernannte Huang Yongsheng zum Direktor der Militärkontrollkommission. 1967 gerieten zwei Fraktionen in Guangdong häufig in große gewalttätige Zusammenstöße: die Rebellengruppe „Rote Fahne Fraktion (紅旗派 / 红旗派)“ und die konservative „Ostwindfraktion (東風派 / 东风派)“. Letztere unterstützte auch das lokale Militär.
Zhou Enlai, der Premierminister von China, hatte seit April 1967 mehrere Versuche unternommen, die Situation zu entschärfen, und die Einrichtung des „Revolutionskomitee von Guangdong“ gefordert. In der Zwischenzeit versuchte Huang Yongsheng auch, mit den Führern beider Fraktionen zu verhandeln.

### Revolutionskomitee von Guangdong
Im Februar 1968 wurde das Revolutionskomitee von Guangdong gegründet, dessen Vorsitzender Huang Yongsheng war. Huang war auch der Kommandeur der „Militärregion Guangzhou (廣州軍區 / 广州军区)“ und unterstützte persönlich die Ostwindfraktion. Die Rote Fahne Fraktion widersetzte sich jedoch dem Komitee, und infolgedessen setzten sich die gewalttätigen Kämpfe in den folgenden drei Monaten fort. In der Zwischenzeit, im Mai 1968, startete Mao Zedong die „Reinigung der Klassenränge (清理階級隊伍 / 清理阶级队伍)“, eine landesweite politische Säuberung, die allein in Guangzhou zur Verfolgung von mindestens Zehntausenden führte, von denen viele mit ausländischen Beziehungen zu Tode verfolgt wurden.
Ab Juli 1968 begannen das Revolutionskomitee sowie das Guangdong-Militär, die Rote Fahne Fraktion niederzuschlagen, und danach wurden in Guangdong Massaker verübt. Der Höhepunkt des Massakers dauerte von Juli bis Oktober 1968.

## Das Massaker

### Das Yangjiang-Massaker

Die aktuelle Karte von Yangjiang, das während des Massakers ein Kreis war, aber später zu einer kreisfreien Stadt befördert wurde, die verschiedene Kreise regierte

Das Yangjiang-Massaker (chinesisch: 陽江大屠殺 / 阳江大屠杀) war eine Reihe von Massakern, die während der chinesischen Kulturrevolution in Yangjiang, Guangdong, stattfanden. Nach Angaben des Komitees der Kommunistischen Partei Chinas (KP Chinas) in Yangjiang starben bei dem Massaker in Yangjiang mindestens 3.573 Menschen:
- Das Massaker im Landkreis Yangjiang fand vom 1. Januar 1968 bis Mitte Januar 1969 statt und tötete 909 Menschen.
- Das Massaker im Landkreis Yangchun begann am 23. September 1967 und tötete 2664 Menschen.

Zu den Tötungsmethoden gehörten Erschlagen, Erschießen, Ertränken, Erstechen, Steinigen, Tötung durch Sprengstoff, Verbrennen mit Kerosin, Lebendbestattung und so weiter. Zu dieser Zeit waren viele Leichen auf dem Moyang River (漠陽江 / 漠阳江) schwimmend zu sehen.  Ab dem Sommer 1968 war die Situation außer Kontrolle geraten, was das Zentralkomitee der KP Chinas und die örtlichen Militärkomitees zu mehreren Interventionen zwang, aber das Massaker hörte erst Mitte Januar 1969 vollständig auf.

### Zwischenfall mit „Laogai-Gefangenen“ in Guangzhou
Der Zwischenfall mit „Laogai-Gefangenen“ in Guangzhou (vereinfachtes Chinesisch: 广州吊劳改犯事件 / 广州打劳改犯事件; traditionelles Chinesisch: 廣州吊勞改犯事件 / 廣州打勞改犯事件) ereignete sich im August 1967 in Guangzhou. Der Vorfall dauerte ungefähr eine Woche und wurde durch Gerüchte verursacht, dass die Laogai-Gefangenen aus den Gefängnissen im Norden von Guangdong entlassen wurden und dass Guangzhou im Begriff war, geplündert zu werden. Infolgedessen zeigten lokale Zivilisten aus Gründen des Selbstschutzes extreme Gewalttaten gegen Fremde. Laut Forschern wurden bei dem Massaker mindestens 187 bis 197 Menschen getötet (einige sagen etwa 300), von denen die meisten in Guangzhou oder seinen ländlichen Gebieten lebende Einheimische waren. Viele Leichen der Opfer des Massakers wurden an Bäumen oder „Strommasten“ entlang der Straßen aufgehängt.

### Anti-Peng-Pai-Vorfall

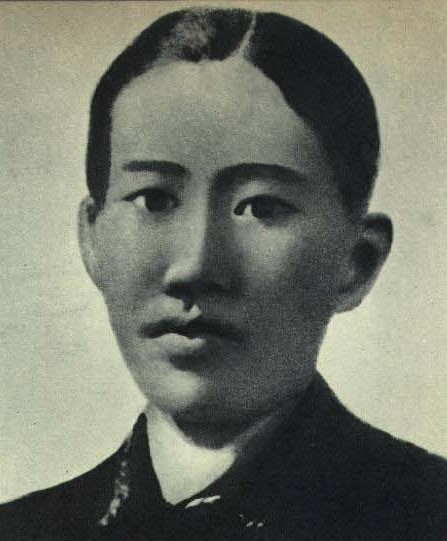
Das gemalte Bild von Peng Pai

Der Anti-Peng-Pai-Vorfall (chinesisch: 反彭湃事件) war während der Kulturrevolution in Shanwei, Guangdong, ein schwerwiegender „unrechtmäßiger“ Fall, der sich gegen Verwandte des verstorbenen Peng Pai richtete, der ein Pionier der chinesischen Bauernbewegung und einer der Führer der Kommunistischen Partei Chinas in ihrem früheren Stadium war. In dem Vorfall wurde Peng Pai als „Verräter“ und „Opportunist“ bezeichnet. Ab August 1967 brach ein Massaker aus, das etwa einen halben Monat dauerte und den Tod von über 160 Menschen forderte. Darüber hinaus wurden über 800 Menschen lebenslang verkrüppelt und über 3000 verletzt. Der Cousin und der Neffe von Peng Pai wurden bei dem Massaker getötet, während Pengs Mutter verfolgt wurde. Der Kopf von Pengs Neffen wurde vom Täter abgeschnitten und drei Tage lang der Öffentlichkeit gezeigt. Im August 1968 wurde Peng Hong (彭洪), der dritte Sohn von Peng Pai, getötet und heimlich begraben.
Einige chinesische Forscher haben jedoch darauf hingewiesen, dass Peng Pai „Roter Terror“-Politik auferlegte, als er die Bauernbewegung anführte und nachdem er den „Hailufeng-Sowjet“ gegründet hatte. Die Politik tötete Tausende von Vermietern und führte zum Tod von Zehntausenden von Menschen. Daher war der Anti-Peng-Pai-Vorfall im Wesentlichen eine Vergeltung der örtlichen Bürger.

### Dan County Massaker
Während der Kulturrevolution kam es im Dan County und im Dongfang County auf der Insel Hainan, die zu dieser Zeit eine Verwaltungsabteilung der Provinz Guangdong waren, zu Massakern. Im März 1967 gab die örtliche Militärkontrollkommission bekannt, dass drei Massenorganisationen in Dan County „konterrevolutionäre Organisationen“ seien. Im April 1968 wurde das lokale Revolutionskomitee gegründet und im August begann das lokale Militär mit seinem Massaker gegen Mitglieder der konterrevolutionären Organisationen, bei dem insgesamt über 700 Menschen getötet wurden. Darüber hinaus wurden mehr als 50.000 Menschen (einige sagen 5000) inhaftiert, etwa 700 Häuser niedergebrannt und Tausende von Menschen dauerhaft behindert.

### Andere Plätze

Die Karte der Gemeinden von Guangdong

Laut einem Forschungsbericht (2003) von Andrew G. Walder von der Stanford University und Yang Su von der UC Irvine meldeten die folgenden sechs Bezirke in Guangdong aufgrund der Kulturrevolution eine Zahl von über 1000 Todesopfern:
| County (Xian) | Mutterstadt | Anzahl abnormaler Todesfälle |
| ------------- | ----------- | ---------------------------- |
| Yangchun      | Yangjiang   | 2600                         |
| Wuhua         | Meizhou     | 2136                         |
| Lianjiang     | Zhanjiang   | 1851                         |
| Mei           | Meizhou     | 1403                         |
| Guangning     | Zhaoqing    | 1218                         |
| Lian          | Qingyuan    | 1019                         |

## Zahl der Todesopfer
Während der Kulturrevolution verzeichnete Guangdong eine der höchsten „abnormalen Todesfälle“ in China:
- Im Jahr 2016 kam Fei Yan (jetzt an der Tsinghua-Universität)[32] zu dem Schluss, dass die durchschnittliche Anzahl abnormaler Todesfälle (einschließlich der Anzahl der Todesfälle bei Massakern) in den Landkreisen in Guangdong 299 betrug, die fünfthöchste Zahl im ganzen Land.[33]
- Im Jahr 2006 kam Yang Su von UC Irvine auf der Grundlage der 57 verfügbaren „Grafschafts-Annalen“ (von den 80 Landkreisen während der Kulturrevolution) zu dem Schluss, dass die durchschnittliche Anzahl anormaler Todesfälle in den Landkreisen 311,6 betrug, während die durchschnittliche Anzahl der Todesfälle aufgrund von Massaker (mindestens 10 Menschen wurden einmal getötet) waren 278 unter den 28 Landkreisen, die Massaker meldeten – die Gesamtzahl betrug 7784.[1][2]
- Im Jahr 2003 kamen Andrew G. Walder von der Stanford University und Yang Su von UC Irvine auf der Grundlage der 61 verfügbaren Grafschafts-Annalen (von den 114 Landkreisen von Guangdong) zu dem Schluss, dass die durchschnittliche Anzahl anormaler Todesfälle unter den Landkreisen 290 betrug, der dritte bundesweit höchste Zahl. Die Gesamtzahl der abnormalen Todesfälle betrug 33.060.[6]

## Nachwirkungen
Im September 1971 brach der „Lin Biao-Vorfall“ aus und Huang Yongsheng, der Vorsitzende des Revolutionskomitee von Guangdong, wurde von seinem Posten entfernt und als Verbündeter von Lin verhaftet. Im August 1973 wurde Huang aus der Kommunistischen Partei Chinas ausgeschlossen. Im September 1976 starb Mao Zedong und im Oktober wurde die „Viererbande“ verhaftet, wodurch die Kulturrevolution beendet wurde.
Während der Boluan-Fanzheng-Periode war Xi Zhongxun, der Provinzsekretär der KP Chinas in Guangdong, für die Rehabilitation der Opfer verantwortlich und wurde vom Zentralkomitee der KP Chinas unterstützt. Im Januar 1980 wurde das Guangdong Revolutionary Committee entfernt und die Volksregierung von Guangdong wieder eingesetzt. 1981 wurde Huang Yongsheng zu 18 Jahren Gefängnis verurteilt und starb 1983.